# Emilia Rydberg
Hanna Emilia Rydberg-Mitiku, còn được gọi đơn giản hơn là Emilia (sinh ngày 5 tháng 1 năm 1978 ở Stockholm, Thụy Điển)  là một ca sĩ nhạc pop Thụy Điển. Bản hit "Big Big World" phát hành năm 1998 của cô đã đứng ở vị trí số một trong bảng xếp hạng âm nhạc ở một số quốc gia. 

## Cuộc sống và sự nghiệp
Cha của Emilia là ca sĩ nổi tiếng người Ethiopia Teshome Mitiku, và mẹ cô là người Thụy Điển, Malena Rydberg.
Emilia đã tốt nghiệp trường Âm nhạc Adolf Fredrik ở Stockholm.
Emilia đã được phát hiện vào năm 1996 bởi Lars Anderson, con trai người quản lý của ABBA, Stig Anderson. Cô đã sử dụng nghệ danh Emilia trong những năm đầu tiên của sự nghiệp, nhưng gần đây cô đã lấy nghệ danh Emilia Mitiku, sử dụng họ của cha mình. Trong năm 2009, cô đã tham gia cuộc thi Melodifestivalen, cuộc bầu chọn quốc gia Thụy Điển cho Cuộc thi Ca khúc Châu Âu với bài hát "You're My World". Mặc dù đã cố gắng, cô vẫn không giành được giải thưởng và chỉ đứng thứ chín chung cuộc. Cũng trong năm đó, cô đã phát hành album My World. Single "Teardrops" của cô được phát hành trên các đài phát thanh vào ngày 2 tháng 6 năm 2009.
Song ca của cô với Ákos Dobrády, "Side By Side" (Szerelemre hangolva), được ghi âm bằng tiếng Hung-ga-ri và tiếng Anh và phát hành cùng năm.
Emilia đã thu âm một bản cover của  "We Found Love"  của Rihanna cho một buổi studio ở Stockholm được xuất bản trên YouTube. Vào ngày 25 tháng 6 năm 2012, cô phát hành đĩa đơn "Lost Inside".